# Stratonice
Stratonice ist eine Opéra-comique (Originalbezeichnung: „comédie-héroïque“) in einem Akt des französischen Komponisten Étienne-Nicolas Méhul. Das Libretto stammt von François-Benoît Hoffman und basiert auf den Stücken De Dea Syria von Lukian von Samosata und Antiochus von Thomas Corneille. Die Uraufführung fand am 3. Mai 1792 in der Salle Favart der Opéra-Comique in Paris statt.

## Handlung
Prinz Antiochus, der Sohn von König Séleucus von Syrien, leidet an einer für seine Umgebung rätselhaften Krankheit. Er würde lieber sterben als den Grund für seinen seltsamen Zustand bekannt zu machen. Auch seinem Vater gegenüber hüllt er sich in Schweigen. Der bekannte Arzt Erasistrate, den man zu Hilfe gerufen hat, vermutet hinter der Krankheit des Prinzen schlicht und einfach Liebeskummer. Er vermutet, der Prinz sei unglücklich in Stratonice, die Braut seines Vaters, verliebt. Der Doktor geht der Sache auf den Grund und findet seine Vermutung bestätigt. Nun informiert er den König über sein Untersuchungsergebnis. Dieser beschließt, seine Braut zu Gunsten seines Sohnes aufzugeben. Damit steht dem jungen Glück nichts mehr im Wege. Ein detaillierte Inhaltsangabe mit allen verzwickten Details ist dem unten angeführten Weblink zu Zazzarino zu entnehmen.

## Gestaltung
Die Musik verbindet Elemente der damaligen italienischen Opern mit dem Stil von Christoph Willibald Gluck, Antonio Salieri und Joseph Haydn. Dabei schuf Méhul aber sein individuelles Klangbild. 

### Orchester
Die Orchesterbesetzung der Oper enthält die folgenden Instrumente:
- Holzbläser: zwei Flöten, zwei Klarinetten, zwei Fagotte
- Blechbläser: vier Hörner, Posaune
- Pauken
- Streicher

### Musiknummern
Die Oper enthält folgende Musiknummern:
- Ouvertüre
- Chor: „Ciel! Ne soit point inexorable“
- Rezitativ und Arie (Antiochus): „Insensé, je forme des souhaits… Oui, c’en est fait!“
- Rezitativ und Arie (Séleucus): „Quelle funeste envie… Versez tous vos chagrins dans le sein paternel“
- Duett (Érasistratos, Antiochus): „Parlez, parlez. Achevez de m’apprendre“
- Terzett (Séleucus, Érasistratos, Antiochus): „Je ne puis résister à mon impatience“
- Quartett (Stratonice, Séleucus, Érasistratos, Antiochus): „Je tremble, mon cœur palpite“
- Rezitativ und Arie (Érasistratos): „Sur le sort de son fils… Ô des amants déité tutélaire“
- Finale (alle): „Ô mon fils, quel moment pour moi“

## Werkgeschichte
Bei der Uraufführung am 3. Mai 1792 in der Salle Favart I der Opéra-Comique sangen Philippe Cauvy (Séleucus), Louis Michu (Antiochus), Jean-Pierre Solié (Erasistrate) und Rose-Louise Dugazon (Stratonice).
Die Oper war zu Lebzeiten des Komponisten sehr beliebt und wurde bis zu dessen Tod (1817) über 200 Mal aufgeführt. Luigi Cherubini, ein Freund von Nicolas Méhul und selbst einer der bekanntesten Komponisten jener Zeit, schätzte das Werk sehr und betrachtete es als das Meisterwerk des Komponisten. Im Jahr 1821 schrieb der Neffe und Adoptivsohn des Komponisten, Joseph Daussoigne-Méhul, neue Rezitative für eine Aufführung an der Pariser Oper.

## Aufnahmen
Es existiert eine CD-Einspielung aus dem Jahr 1995. Diese wurde vom Label Erato in den Handel gebracht. Bei dieser Aufnahme wirkten u. a. Patricia Petibon (Stratonice), Yann Beuron (Antiochus), Étienne Lescroart (Séleucus), Karl Daymond (Erasistratos), die Cappella Coloniensis (Orchester) und Corona Coloniensis (Chor) mit. Die musikalische Leitung hatte William Christie.

## Digitalisate
- Stratonice: Noten und Audiodateien im International Music Score Library Project
- Partitur, Paris 1792. Digitalisat im Internet Archive
- Libretto (französisch), Paris 1792. Digitalisat des Münchener Digitalisierungszentrums
- Libretto (französisch), Hamburg 1795. Digitalisat der Staatsbibliothek zu Berlin
- Arien und Gesänge aus dem Singspiel Stratonice. Libretto (deutsch), Berlin (n. d.). Digitalisat der Library of Congress. Übersetzung von Karl Alexander Herklots